# Subtipos de HIV
Os subtipos de HIV incluem dois subtipos principais, conhecidos como HIV tipo 1 (HIV-1) e HIV tipo 2 (HIV-2). Esses subtipos possuem diferenças genéticas distintas e estão associados com diferentes padrões epidemiológicos e características clínicas.
O HIV-1 exibe uma relação genética com os vírus nativos de chimpanzés e gorilas que habitam a África Ocidental, enquanto os vírus HIV-2 estão associados aos vírus presentes no Mangabey fuliginoso, um primata oeste-africano vulnerável.
Os vírus HIV-1 podem ainda ser estratificados em grupos M, N, O e P. Entre esses, os vírus do grupo HIV-1 M são os mais prevalentes, infectando cerca de 90% das pessoas vivendo com HIV e são responsáveis pela pandemia global de AIDS. O grupo M pode ainda ser subdividido em subtipos baseados em dados de sequência genética. Certos subtipos são conhecidos pela sua maior virulência ou resistência a diferentes medicamentos utilizados para tratar o HIV.
Os vírus HIV-2 são geralmente considerados menos virulentos e menos transmissíveis do que os vírus do grupo HIV-1 M, embora também saiba-se que o HIV-2 ainda causa AIDS.
Um dos desafios que prevalecem na busca por um manejo efetivo do HIV é a variabilidade genética acentuada do vírus e a rápida evolução viral.

## Tipos principais

### HIV-1
O HIV-1 é a cepa mais comum e patogênica do vírus. Até o ano de 2022, aproximadamente 1,3 milhões dessas infecções acontecem anualmente.Cientístas dividem o HIV-1 em um grupo majoritário (grupo M) e dois ou mais outros grupos menores, nomeados grupo N, O e possívelmente um grupo P. Acredita-se que cada grupo represente uma transmissão independente de vírus da imunodeficiência símia (SIV), excluíndo subtipos dentro de um grupo específico. O sequenciamento completo do genoma do HIV-1 contém um total de 39 fases de leitura aberta (ORFs, de open reading frames em inglês) em todo seís possíveis quadros de leitura (RFs, de reading frames em inglês), mas apenas alguns deles são funcionais.

#### Grupo M
Com um 'M' para 'major', esse é de longe o tipo mais comum de HIV, com mais de 90% dos casos de HIV/AIDS causados pela infecção pelo vírus do grupos HIV-1 M. Esse vírus majoritário do HIV, que foi a fonte dos vírus pré-pandemicos antes de 1960, originada nos anos 20 em Léopoldville, o Congo Belga, hoje conhecido como Kinshasa, que é agora a capital da República Democrática do Congo (RDC). Sua origem zoonótica é a cepa SIVcpz, que infecta chimpanzés. O grupo M é subdividido ainda em clados, chamados de subtipos, que também recebem uma letra. Há também 'formas recombinantes circulantes' ou FRCs derivados de recombinação genética entre os vírus de diferentes subtipos que em adição recebem cada um um número. A CRF12_BF, por exemplo, é uma recombinação entre subtipos B e F.
- O subtipo A é comum na África Ocidental e Central.[6]
- O subtipo B é a forma dominante na Europa, nas Américas, Japão e Austrália.[7] Em adição, o subtipo B é a forma mais comum no Oriente Médio e África do Norte.[8] Ele pode ter sido exportado da África quando profissionais haitianos visitaram Kinshasa nos anos 60 e o trouxeram para o Haiti em 1964.[5]
- O subtipo C é a forma dominante na África Meridional, África Oriental, Índia, Nepal, e partes da China.[7]
- O subtipo D é geralmente apenas visto na África Ocidental e Central.[7]
- O subtipo E foi originalmente utilizado para descrever uma cepa que agora é considerada uma cepa combinada CRF01_AE.[9] Isso significa que a cepa E original e singular esapareceu, mas nós sabemos que existiu, uma vez que é visível nessa forma de cepa combinada.
- O subtipo F foi encontrada na África Central, América do Sul e Europa Ocidental.[10]
- O subtipo G (e o CRF02_AG) foram encontrados na África e Europa Central.[10]
- O subtipo H é limitado à África Central.[10]
- O subtipo I foi originalmente utilizado para descrever uma cepa que agora é considerado como CRF04_cpx, com o cpx para recombinação 'complexa' de diversos subtipos.[9]
- O subtipo J é principalmente encontrado na África do Norte, Central e Ocidental e no Caribe.[11]
- O subtipo K é limitado à RDC e Camarões.[10]
- O subtipo L é limitado à RDC.[12]

O movimento espacial desses subtipos moveram-se ao longo dos trilhos e hidrovias da RDC de Kinshasa a essas outras áreas. Esses subtipos às vezes são divididos em sub-subtipos como o A1 e A2 ou F1 e F2. Em 2015, descobriu-se que a cepa CRF19 do HIV, uma recombinante do subtipo A, subtipo D, e subtipo G, com uma protease do subtipo D, estava fortemente associada à rápida progressão para AIDS em Cuba. Essa lista não é considerada completa ou final, e é provável que outros tipos sejam encontrados.

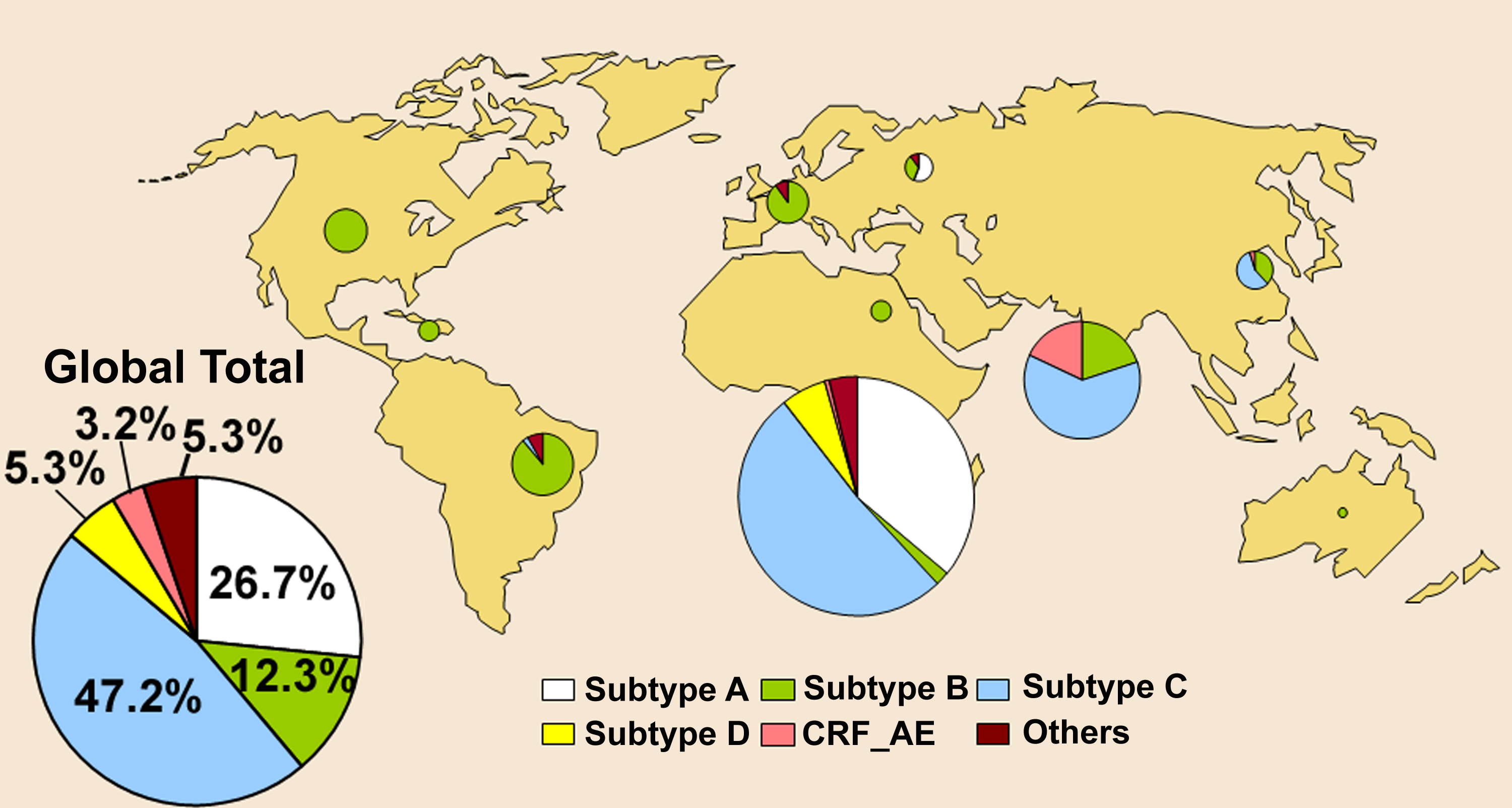
Prevalência do subtipo HIV-1 em 2002

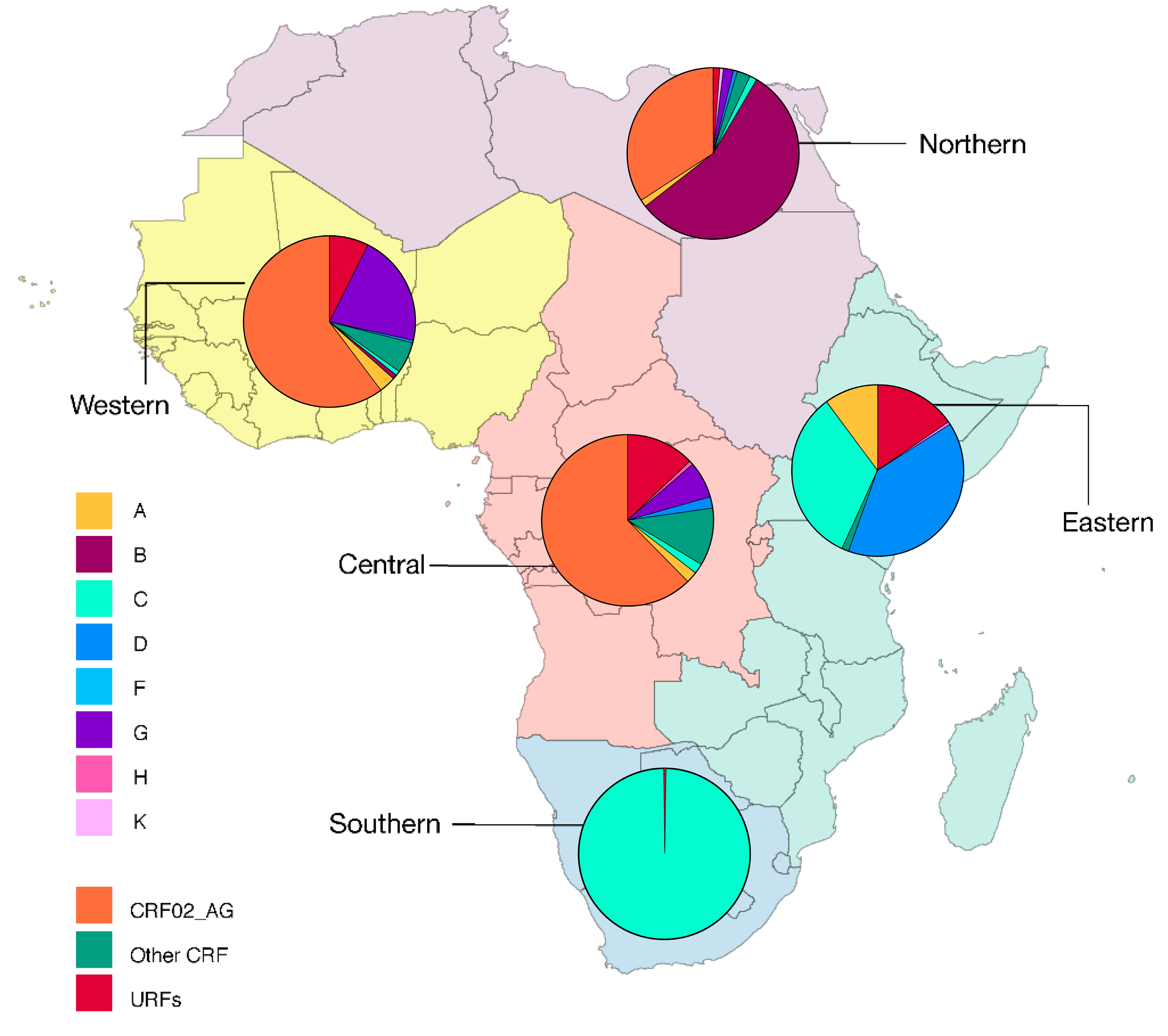
Distribuição geográfica dos subtipos de HIV-1, Formas Recombinantes Circulantes (CRFs) e Formas Recombinantes Únicas (URFs) na África, 2015–2020

#### Grupo N
O 'N' significa 'não-M, não-O'. Esse grupo foi descoberto por uma equipe Franco-Camaronesa em 1998, quando eles identificaram e isolaram a cepa variante do HIV-1, YBF380, de uma mulher camaronesa que morreu de AIDS em 1995. Quando testado, a variante YBF380 reagiu com um antígeno do envelope viral do SIVcpz em vez do grupo M ou grupo O, indicando que era de fato uma nova cepa do HIV-1. Até 2015, pouco mais de 20 infecções do grupo N foram registradas.

#### Grupo O
O grupo O (do inglês 'Outlier') infecctou cerca de 100.000 indivíduos localizados na África Centro-Ocidental e não é usualmente vista fora dessa área. Segundo relatos, é mais comum nos Camarões, onde uma pesquisa de 1997 descobriu que cerca de 2% das amostras positivas de HIV eram do grupo O. Sua origem zoonotica é a SIVgor, que infecta gorilas (ao invés da fonte mais comum, SIVcpz). O grupo causou um pouco de preocupação porque não podia ser detectado pelas primeiras versões dos kit de teste do HIV-1. Testes mais avançados de HIV foram desenvolvidos agora para detectar tanto o grupo O quanto o grupo N.

#### Grupo P
Em 2009, foi relatado que uma sequência recentemente analisada de HIV tinha uma similaridade maior com o SIVgor do que o SIVcpz. O vírus tinha sido isolado de uma mulher camaronesa residindo na França que foi diagnosticada com infecção do HIV-1 em 2004. Os cientistas relatando essa sequência o colocam em um proposto grupo P 'pendente da identificação de mais casos humanos'.

### HIV-2
O HIV-2 é principalmente encontrado na África, e portanto é menos reconhecido em qualquer outro lugar no mundo. A primeira identificção de HIV-2 ocorreu em 1985 em Senegal pelo microbiologista Souleymane Mboup e seus colaboradores. O primeiro caso nos Estados Unidos foi em 1987. O primeiro caso confirmado de HIV-2 foi um homem português que foi tratado no Hospital for Tropical Diseases de Londres e morreu posteriormente em 1987. Acredita-se que ele tenha sido exposto a doença em Guiné-Bissau onde ele viveu entre 1956 e 1966. Seu diagnóstico patológico na época foi de criptosporidíase e infecção de enterovírus, mas uma análise de seu soro armazenado em 1987 revelou que era estava infectado com HIV-2.
Muitos kits de testes para HIV-1 também vão detectar o HIV-2.
Há oitos grupos conhecidos de HIV-2, nomeados de A a H. Desses, apenas os grupos A e B são pandêmicos. O grupo A é encontrado principalmente na África Ocidental, mas também se espalhou para Angola, Moçambique, Brasil, Índia, Europa e os EUA. Apesar da presença do HIV-2 globalmente, o grupo B é principalmente confinado a África Ocidental.
O HIV-2 está intimamente relacionado ao SIV endêmico em Mangabey fuliginoso (Cercobebus atys atys) (SIVsmm), uma espécie de macaco que habita as florestas do litoral da África Ocidental. Análises filogenéticas mostram que o vírus mais intimamente relacionado às duas cepas de HIV-2 que se espalharam consideravelmente em humanos (grupos HIV-2 A e B) é o SIVsmm encontrado em Mangabey fuliginoso no parque nacional de Tai, no oeste da Costa do Marfim.
Há seis outros grupos adicionais conhecidos de HIV-2, cada um tendo sido encontrado em apenas uma pessoa. Todos eles aparentam derivar de transmissões independentes do Mangabey fuliginoso para humanos. Os grupos C e D foram encontrados em duas pessoas da Libéria, grupos E e F foram descobertos em duas pessoas da Serra Leoa, e os grupos G e H foram detectados em duas pessoas da Costa Marfim. Cada uma dessas cepas do HIV-2, para os quais humanos provavelmente são os hospedeiros incidentais, estão mais intimamente relacionadas às cepas de SIVsmm de Mangabey fuliginoso vivendo no mesmo país onde a infecção humana foi encontrada.

#### Diagnóstico
O diagnóstico de HIV-2 pode ser feito quando um paciente não tem sintomas mas há um exame de sangue positivo indicando que o indivíduo tem HIV. O Multispot HIV-1/HIV-2 Rapid Test é atualmente o único método aprovado pelo Food and Drug Administration para tal diferenciação entre os dois vírus. As recomendações para a triagem e diagnóstico de HIV sempre foi utilizar imunoensaios enzimáticos que detectam HIV-1, grupo O de HIV-1, e HIV-2. Ao triar a combinação, se o teste é positivo seguido por um western blot de HIV-1 inderteminado, um teste de acompanhamento, como o teste de aminoácido, deve ser feito para distinguir qual infecção está presente. De acordo com o NIH, um diagnóstico diferencial de HIV-2 deve ser considerado quando uma pessoa é de origem da África Ocidental ou teve contato sexual ou compartilhou agulhas com tal pessoa. A África Ocidental está em maior risco uma vez que é a origem do vírus.

#### Tratamentos
Descobriu-se que o HIV-2 é menos patogênico do que o HIV-1. O mecanismo do HIV-2 não está claramente definido, nem a diferença do HIV-1, no entanto a taxa de transmissão é muito mais baixa no HIV-2 do que HIV-1. Ambos os vírus podem causar AIDS em indivíduos infectados e ambos podem sofrer mutação para densenvolver resistência aos medicamentos. O monitoramento da doença em pacientes com HIV-2 inclui a avaliação e quantificação de células CD4, enquanto o tratamento inclui terapia antirretroviral (TARV), inibidores da transciptase reversa (ITRN), inibidores da protease, e inibidores não nucleosídeos da transcriptase reversa (NNRTI) com a adição de antoginistas de co-receptores CCR5 e inibidores de fusão.
A terapia de primeira linha ou de segunda linha para o HIV-2 ainda não foi definida. O HIV-2 aparenta ser intrinsicamente resistente aos NNRTIs, mas pode ser sensível aos ITRNs, embora o mecanismo seja pouco entendido. Os inibidores de protease demonstraram efeito variável, enquanto inibidores de integrase também estejam sendo avaliados. Regimes combinados das terapias citadas acima também estão sendo analisados, também mostrando efeito variável dependendo dos tipos de terapias combinadas. Enquanto os mecanismos não sejam claramente entendidos para HIV-1 e HIV-2, sabe-se que eles usam diferentes vias e padrões, tornando os algoritmos utilizados para avaliar as mutações associadas à resistência do HIV-1 irrelevantes para o HIV-2.
Cada vírus pode ser contraído individualmente, ou eles podem ser contraídos juntos no que é referido como uma co-infecção. O HIV-2 aparenta ter taxas menores de mortalidade, sintomas menos severos e progressão mais lenta a AIDS do que o HIV-1 sozinho ou a co-infecção. Na co-infecção, no entanto, isso depende em grande parte de qual vírus foi contraído primeiro. O HIV-1 tende a competir com o HIV-2 na progessão da doença.  A co-infecção parece um problema crescente globalmente com o decorrer do tempo, com mais casos sendo identificados em países da África Ocidental, assim como alguns casos nos EUA. Um estudo descobriu que indivíduos que contraem HIV-2 antes do HIV-1 tendem a ter uma taxa mais lenta de progressão da doença, sugerindo que a resposta imune ao HIV-2 pode limitar a proliferação do HIV-1.

#### Gestação
Se uma mãe grávida for exposta, a triagem é realizada normalmente. Se o HIV-2 está presente, vários medicamentos antirretrovirais pré-natal podem ser dados como profilaxia para diminuir o risco de transmissão de mãe para filho. Depois que a criança nasce, deve ser iniciado um regime padrão de seis semanas dessas profilaxias. O leite materno também pode conter partículas virais do HIV-2; portanto, a amamentação é estritamente desaconselhada.

## Evolução
A rápida evolução do HIV pode ser atribuída a sua alta taxa de mutação. Durante os primeiros estágios da mutação, a evolução parece ser neutra devido à ausência de uma resposta evolutiva. No entanto, ao examinar o vírus em diversos indivíduos diferentes, podem ser encontradas mutações convergentes que aparecem nessas populações virais de forma independente.
A evolução do HIV em um hospedeiro influencia fatores incluindo o set-point da carga viral do vírus. Se o vírus tem um baixo set-point de carga viral, o hospedeiro viverá por mais tempo, e há uma possibilidade maior de que o vírus será transmitido a outro indivíduo. Se o vírus tem um set-point alto de carga viral, o hospedeiro viverá por menos tempo e há uma menor probabilidade de que o vírus será transmitido a outro indivíduo. O HIV também evoluiu para maximizar o número de infecções a outros hospedeiros, e essa tendência para seleção favorecer cepas intermediárias mostra que o HIV passa por uma seleção de estabilização.
O vírus também evoluiu para se tornar mais infeccioso entre os hospedeiros. Há três diferentes mecanismos que permitem o HIV evoluir a um nível populacional. Um inclui a batalha contínua para evoluir e superar o sistema imune o que torna mais lento a evolução do HIV e muda o foco do vírus para um nível populacional. Outro inclui a lenta evolução da carga viral devido às mutações da carga viral serem neutras no hospedeiro. O último mecanismo foca na preferência do vírus a transmitir cepas virais fundadoras armazenadas nos primeiros estágio da infeccção. Essa preferência do vírus de transmitir suas cópias de genoma armazenado explica por que o HIV envolui mais rapidamente dentro do hospedeiro do que entre os hospedeiros.
O HIV está evoluindo para uma forma mais leve, mas ainda é 'um   caminho horrivelmente longo' de não ser mais mortal, com diversas variantes ainda aparecendo.

### Mutações de resistência a medicamentos
HIV-1 e HIV-2 isolados com resistência a medicamentos antirretrovirais surgem através da seleção natural e mutações genéticas, que foram rastreadas e analisadas. O Stanford HIV Drug Resistance Database e the International AIDS Society publicam listas dos que são mais importantes desses; o primeiro ano listando 80 mutações comuns, e o último ano listando 93 mutações comuns, e disponibilizado através do Stanfrod HIV RT and Protease Sequence Database.